# Renée Dupuis (sénatrice)
Pour les articles homonymes, voir Renée Dupuis.
Renée Dupuis, née le 17 janvier 1949 à Québec, est une avocate, auteure et femme politique canadienne.
Membre du barreau du Québec depuis 1973, Renée Dupuis fait carrière dans le droit, surtout dans les domaines des droits de la personne, des droits des Autochtones, du droit administratif et constitutionnel et du droit d'auteur. Consultante pour différents gouvernements au niveau fédéral et provincial, elle milite notamment pour l'égalité réelle de droits pour les femmes ainsi que pour l'autonomie gouvernementale des autochtones.
Renée Dupuis est l'autrice de plusieurs livres, dont Le statut juridique des peuples autochtones en droit canadien (1999), qui lui vaut le Prix de la Fondation du Barreau du Québec en 2001, et Quel Canada pour les Autochtones? la fin de l'exclusion (2001), qui lui vaut le Prix du Gouverneur général : études et essais de langue française.
Nommée sénatrice en novembre 2016, elle représente la division sénatoriale québécoise Les Laurentides et devient membre du Groupe des sénateurs indépendants.
Renée Dupuis est reconnue comme une des juristes influentes des années 1980 au Canada. Elle fait partie des « quelques [...] juristes dont les connaissances juridiques approfondies sur les concepts d'équité, d'égalité et de justice ont contribué à faire entrer le Canada dans une nouvelle ère juridique,. »

## Biographie
« Longtemps j'ai eu peur de m'ennuyer en droit, la règle du précédent m'apparaissant durant mes études une contrainte majeure. À ma surprise, la pratique et l'enseignement du droit m'ont amenée à constater que c'est un domaine qui permet de l'innovation. »

— Renée Dupuis
Renée Dupuis naît le 17 janvier 1949 à Québec. Marquée par les notions de justice et d'injustice dès l'école primaire, Renée Dupuis fait des études à la Faculté de droit de l'Université Laval dans le but de « donner une voix à ceux qu'on fait taire ». Après avoir obtenu une licence en 1971, elle obtient un diplôme de l'École du Barreau deux ans plus tard et devient membre du Barreau du Québec. Renée Dupuis collaborera tout au long de sa carrière avec cette institution, effectuant divers travaux et donnant des formations pour celle-ci.
En complétant ses études, Renée Dupuis fait un stage auprès d'avocats représentant les Mohawks de Kahnawake et les Hurons-Wendats de Wendake, regroupés au sein de l'Association des Indiens du Québec. Fascinée par ce domaine dont elle ignore tout, elle décide de se consacrer au droit des autochtones, très peu développé à l'époque.

« Dès l'étape de mon stage, je suis entrée dans un domaine inexploré et j'ai alors choisi de creuser un sillon, en travaillant à faire évoluer la législation en matière de reconnaissance des droits des peuples autochtones et des droits de la personne, tout en suivant de près l'évolution du droit administratif. »

Ouvrant un cabinet privé en 1973,, elle devient conseillère juridique (en) et consultante pour l'Assemblée des Premières Nations du Canada et pour plusieurs nations autochtones du Québec, dont les Attikameks et Innus. Elle participe ainsi à des négociations bipartites et tripartites, en soutien à des organisations régionales et nationales. 
En 1975, elle épouse le poète et écrivain Pierre Morency. Le couple a 2 filles : Catherine et Clara,,.
Au cours de cette décennie, Renée Dupuis s'intéresse également de près aux droits d'auteur. À la demande de quelques écrivains québécois, elle constitue l'Union des écrivaines et des écrivains québécois en syndicat professionnel.
Au début des années 1980, à la demande de l'écrivaine Gabrielle Roy, elle constitue et est administratrice du Fonds Gabrielle-Roy (d), un organisme de charité héritier de la succession littéraire de cette dernière. Le Fonds a pour mandat d'assurer la pérennité de son œuvre littéraire et de fournir un soutien financier à des organisations d'aide aux enfants.
En 1980, Renée Dupuis participe à la mise sur pied du Centre de santé des femmes de Québec, créé par un collectif de femmes pour fournir des services sécuritaires d'interruption de grossesse,. 
En 1985, Renée Dupuis complète une maîtrise en administration publique à l'École nationale d'administration publique. Elle est par la suite chargée de cours et de formations pour cette institution entre 1988 et 1999.
De 1989 à 1995, elle siège comme commissaire à la Commission canadienne des droits de la personne. Elle s'intéresse particulièrement à la condition féminine en se penchant sur les sujets de la discrimination contre les femmes, du harcèlement sexuel, de la parité salariale et de l'équité en matière d'emploi. Elle participe également à des activités de formation à l'intention des femmes et à des organismes de soutien aux femmes.
En 1999-2000, elle est membre du comité de révision de la Loi canadienne sur les droits de la personne.
En 2003, Renée Dupuis obtient une accréditation en médiation civile et commerciale du Barreau du Québec. Le 10 juin de la même année, le premier ministre du Canada Jean Chrétien annonce sa nomination au poste de présidente de la commission des revendications particulières des Indiens (d), où elle succède à Phil Fontaine. Elle occupe ce poste jusqu'à la dissolution de la commission en 2009,,. Lors de son mandat, elle prône, notamment, la reconnaissance de la preuve orale par les tribunaux.
En 2010-2011, elle est membre du groupe travail conjoint (Barreau-Collège des médecins) sur le droit de mourir dans la dignité. De août 2011 à octobre 2016, Renée Dupuis occupe la fonction de vice-présidente de la Commission des droits de la personne et des droits de la jeunesse du Québec.
En 2013, Renée Dupuis est désignée témoin honoraire de la Commission de vérité et réconciliation du Canada,,,. 
En novembre 2016, elle est nommée sénatrice indépendante par le premier ministre du Canada Justin Trudeau, en même temps que cinq autres sénateurs. Elle succède à Michel Rivard comme représentante de la division sénatoriale québécoise Les Laurentides et devient membre du Groupe des sénateurs indépendants. Il occupe le poste jusqu'à sa retraite obligatoire à 75 ans, le 17 janvier 2024.

« Je suis une marcheuse de fonds, j'ai creusé un sillon dans l'espoir qu'on puisse un jour arriver à rencontrer les peuples autochtones, quelque part entre ce qu'ils sont et ce que nous sommes »

— Renée Dupuis

## Œuvres
« Elle travaille à redresser les torts et à casser les stéréotypes. »

— Denys Delâge
Au début des années 1990, à la suite de la crise d'Oka, Renée Dupuis est approchée par un éditeur afin de publier sur le sujet des revendications autochtones. Elle commence ainsi à publier une série de livres à propos de la condition des Autochtones du Canada chez les éditions du Boréal. Ainsi paraît tout d'abord La Question indienne au Canada (d) en 1991, puis Tribus, peuples et nations : Les nouveaux enjeux des revendications autochtones au Canada (d) en 1997.
En 1999, elle publie Le statut juridique des peuples autochtones en droit canadien (d), qui lui vaut en 2001 le prix du concours juridique, catégorie monographie, de la Fondation du Barreau du Québec. Divisé en deux parties (avant et après les modifications constitutionnelles de 1982), l'ouvrage fait une synthèse de l'évolution de la jurisprudence sur le titre aborigène et du droit canadien applicable aux peuples autochtones.
En 2001, Renée Dupuis publie l'essai Quel Canada pour les Autochtones? La fin de l'exclusion (d). Reprenant et actualisant les arguments et données de ses ouvrages antérieurs, Renée Dupuis y met l'accent sur les solutions au « problème » autochtone. Elle y affirme, notamment, que « les Autochtones sont des citoyens de seconde zone assujettis à une tutelle gouvernementale plus que centenaire qui les marginalise tout autant qu'elle les infantilise. ». Renée Dupuis reprend à son compte l'expression de « tiers-monde dans notre propre pays » pour qualifier la situation des Amérindiens du Canada. L'ouvrage est un plaidoyer pour mettre un terme au statut de citoyens de seconde zone des Autochtones en mettant fin à leur exclusion.
Le livre obtient le prix du gouverneur général et est traduit et publié en anglais l'année suivante sous le titre de Justice for Canada's Aboriginal Peoples.
En 2008, Renée Dupuis publie Max « One Onti » Gros-Louis, Constance et détermination (d), un livre basé sur ses entretiens avec Max Gros-Louis, qu'elle a côtoyé une trentaine d'années,.
Renée Dupuis a également donné de nombreuses conférences et participé à plusieurs ouvrages collectifs, au Canada et à l'extérieur du Canada.

« Ce que certains juristes ont accompli pour les Noirs américains et leur désir d’égalité, Mme Dupuis a fait de même pour les Indiens et leur désir d’autonomie. »

— Denys Delâge

## Prix et distinctions
- 2001 :
  - Prix du Gouverneur général, catégorie essais, Quel Canada pour les Autochtones ? La fin de l'exclusion
  - Prix du concours juridique (d), catégorie monographie, accordé par la Fondation du Barreau du Québec pour Le statut juridique des peuples autochtones en droit canadien
- 2002 : prix femmes de mérite (d) décerné par la YMCA
- 2004 : Mérite Christine-Tourigny
- 2005 :  Membre de l'Ordre du Canada[30]
- 2007 : avocate émérite du Barreau du Québec
- 2008 : hommage dans la rétrospective Sur la ligne du temps à Québec...400 ans, 400 femmes réalisée par le Conseil du statut de la femme et YWCA Québec[15]
- 2012 :
  - doctorat honoris causa de l'Université Laval[9]
  - Médaille du Barreau du Québec pour son engagement « infatigable »[31]

Le rappeur algonquin Samian et Loco Locass font mention de Renée Dupuis dans leur chanson La Paix des Braves (d) (2007).

« Pas de taxe, on te plume pas, on te préserve dans l’alcool, on te fume dans le tabac/ J’appelle ça de la taxidermie –de la quoi?– parles-en à Renée Dupuis-Morency »

— Samian et Loco Locass, La Paix des Braves

### Traductions
1. ↑  (en) « some [...] jurists whose acute legal insights into the concept of equity, equality and fairness helped usher Canada into a new legal age. »